# NGC 717
NGC 717 is een spiraalvormig sterrenstelsel in het sterrenbeeld Andromeda. Het hemelobject werd op 16 september 1865 ontdekt door de Duits-Deense astronoom Heinrich Louis d'Arrest.

## Synoniemen
- PGC 7033
- UGC 1363
- MCG 6-5-41
- ZWG 522.52